# Luizomar de Moura
Luizomar de Moura (Caruaru, 26 de maio de 1966) é um técnico de voleibol brasileiro. Atualmente comanda o Osasco Voleibol Clube e a Seleção Queniana de Voleibol Feminino.

## Carreira
Começou sua carreira no vôlei como assistente de Willian Carvalho, no Uniban/São Caetano em 1995. Na temporada seguinte atuou como auxiliar da equipe Leites Nestlé e por outros dois anos no BCN/Osasco. 
Na temporada 2000/01 foi convidado para ser técnico da equipe do Flamengo, conquistando no seu primeiro ano como técnico o título da Superliga Brasileira de Voleibol.
Devido a rápida ascensão, Luizomar foi convidado a exercer a função de auxiliar de Marcos Aurélio Motta na seleção feminina principal, permanecendo na posição em 2001 e 2002. No mesmo período, chegou ao time do Automóvel Clube de Campos (RJ), onde permaneceu durante a temporada 2001/02 até a 2004/05.
Em 2003, assumiu o comando da seleção brasileira infanto-juvenil. Em sua primeira competição, a equipe conquistou a medalha de bronze no Mundial disputado na Polônia.
Na temporada 2005/06, trocou a equipe de Campos pela Oi/Macaé, obtendo o inédito terceiro lugar na Superliga. O êxito resultou no convite do Finasa/Osasco para assumir a equipe principal. 
Em sua primeira temporada no Osasco, conquistou o vice-campeonato da temporada 2006/07, fato que viria a se repetir nas duas temporadas seguintes. 
Em 2009, a direção do Finasa anunciou a extinção da equipe adulta, surpreendendo a comissão técnica e as atletas. Junto com o prefeito de Osasco, Luizomar negociou com empresários locais e garantiu a permanência da equipe, assumindo também o cargo de gerente administrativo. Após alguns meses, a Nestlé é anunciada como nova patrocinadora através do leite de soja Sollys, afirmando a equipe no cenário nacional
.
.
O Sollys/Osasco é campeã do Sul-Americano de Clubes e vice-campeão paulista. Consagrando a sua volta, decide a final da Superliga em um jogo emocionante, definido no tie-break com grande atuação da ponteira Natália, atleta revelada pelo próprio Luizomar, conquistando o título da Superliga 2009/10.
Na temporada 2011/2012 da Superliga feminina de volei, Luizomar sagrou-se campeão comandando a equipe Sollys/Osasco, sendo este o seu terceiro título como treinador nesta competição. Em 2012 o Sollys/Osasco ainda ganhou o Campeonato Sul-Americano e o título inédito para o Sollys o Campeonato Mundial. No final do ano comandou a equipe a mais um título, desta vez o do Campeonato Paulista. 